# Edmund Malura
Edmund „Eddy“ Malura (* 24. Juni 1955) ist ein ehemaliger deutscher Fußballspieler und Trainer. Der Allrounder absolvierte zwischen 1978 und 1988 insgesamt 246 Spiele in der 2. Bundesliga und schoss dabei 16 Tore.

## Karriere
Bis 1978 war Malura Spieler bei der SG Höchst im hessischen Amateurfußball. Als der FC Hanau 93 zur Saison 1978/79 den Aufstieg in die 2. Bundesliga unter Spielertrainer Manfred Brunner erreichte, verstärkte sich die SG für den Profibereich mit den Neuzugängen Paul Hupp, Karl-Heinz Schleiter, Karl Walter und Eddy Malura. Malura debütierte bei einer 0:3-Heimniederlage am 29. Juli 1978 gegen den KSV Baunatal in der 2. Bundesliga; er stürmte dabei noch auf Rechtsaußen. Zum Jahreswechsel wurde versucht mit einem neuen Trainer, Karl-Heinz Schmal für Aufstiegstrainer Brunner, den Klassenerhalt zu realisieren. Mit Mitspielern wie Michael Bordt, Hubert Genz, Dieter Schwemmle oder Günter Oleknavicius gelang dies aber nicht, Hanaus belegte den 17. Platz und stieg wieder in das Amateurlager ab. Malura hatte in 30 Ligaeinsätzen fünf Tore erzielt und nahm zur Saison 1979/80 das Angebot aus Österreich von First Vienna FC an und wechselte in die österreichische Bundesliga. Trotz prominenter Akteure wie Hans Krankl, Hans Pirkner und August Starek stieg die Vienna als Tabellenletzter ab; Malura hatte sich mit sechs Einsätzen begnügen müssen. Jetzt führte in sein fußballerischer Weg nach Berlin, zur Saison 1980/81 stürmte er bei den „Veilchen“ von Tennis Borussia. Aber auch hier ereilte ihn der Abstieg: TeBe stieg als 17. aus der 2. Bundesliga ab, da ab 1981/82 mit einer eingleisigen 2. Bundesliga angetreten wurde; Malura hatte in 38 Ligaeinsätzen sechs Tore erzielt. Er blieb aber noch zwei weitere Runden bei TB, die erhoffte Rückkehr in die 2. Bundesliga glückte aber bis 1983 nicht.
Ab der Saison 1983/84 gehörte er dem Aufsteiger SC Charlottenburg in der 2. Liga an. Die Charlottenburger hatten sich noch zusätzlich mit dem Torhüter Andreas Köpke aus Kiel verstärkt. Aufstiegstrainer Bernd Erdmann wurde bereits im November 1983 durch Slobodan Čendić ersetzt, am Rundenende stieg das Team um Jörg Gaedke aber trotzdem ab. Malura hatte 34 Ligaspiele absolviert und ein Tor bei seinem vierten Abstieg erzielt. Die nächsten zwei Jahre verbrachte er bei Union Solingen und erlebte in seiner ersten Runde in der „Klingenstadt“ eine ausgesprochen gute Runde. Solingen wurde unter Trainer Eckhard Krautzun 6. und der jetzige Mittelfeldspieler hatte alle 38 Ligaspiele bestritten und an der Seite von Mitspielern wie Torhüter Volker Diergardt, Jürgen Elm, Günter Franusch, Demir Hotić, Daniel Jurgeleit und Dirk Römer zwei Tore erzielt. Im zweiten Jahr ging es in Solingen in der Tabelle nach unten, die Union belegte den 15. Rang und Malura hatte in 37 Einsätzen ein Tor erzielt.
Die letzten zwei Jahre in der 2. Bundesliga verbrachte er dann bei Rot-Weiß Oberhausen. In beiden Jahren, 1986/87 und 1987/88, belegte er mit dem Team vom Stadion Niederrhein den 16. Platz; das erste Jahr unter Trainer János Bédl, das zweite unter Hans-Werner Moors. Auch in Oberhausen gehörte er der Stammbesetzung an und absolvierte 69 Zweitligaspiele mit einem Tor. Danach ging er in die Amateuroberliga zurück und schloss sich dem Wuppertaler SV an.
Später war Malura als Trainer bei Union Solingen tätig. Im Dezember 2003 stieß er als Trainerassistent von Sven Demandt zum Klub, bei dem sein Sohn Dennis seinerzeit im Kader stand. Als im Januar 2006 Demandt als Juniorentrainer zu Rot-Weiss Essen wechselte, rückte er zum Cheftrainer auf. Nach einer 1:6-Niederlage gegen den Bonner SC trat er gemeinsam mit seinem Trainerkollegen Harald  Becker am 1. April 2007 zurück. Im Oktober des Jahres übernahm er den Kreisligisten SG Vatanspor. Im April 2008 endete sein Engagement.

## Familie
Edmund Maluras Sohn Dennis Malura wurde ebenfalls Profifußballspieler.